# José Luis Navarro
José Luis Navarro Martínez (Madrid, 28 luglio 1962) è un ex ciclista su strada e pistard spagnolo.
Professionista dal 1984 al 1991, si aggiudicò la classifica scalatori al Giro d'Italia 1985.

## Carriera
Dopo essersi distinto per i buoni risultati tra i dilettanti, passò professionista nel 1984 con la Zor-Gemeaz Cusin.
Buono scalatore, visse la sua migliore annata nel 1985, quando si aggiudicò sia il campionato spagnolo in linea che la classifica scalatori al Giro d'Italia.

## Palmarès

### Strada
- 1983 (dilettanti)

3ª tappa Vuelta a Burgos (Medina de Pomar)
Classifica generale Volta Ciclista Internacional a Lleida
- 1984 (Zor-BH, due vittorie)

Klasika Primavera
Memorial Manuel Galera
- 1985 (Zor-BH, quattro vittorie)

6ª tappa Vuelta a Asturias (Llanes > Alto de Naranco)
3ª tappa Tirreno-Adriatico (L'Aquila > Amandola)
Campionati spagnoli
3ª tappa Ruota d'Oro (Bovezzo > Lumezzane)

#### Altri successi
- 1985 (Zor-BH)

Classifica scalatori Giro d'Italia

### Pista
- 1986

Sei Giorni di Madrid (con Gerrie Knetemann)

## Piazzamenti

### Grandi Giri
- Giro d'Italia

1985: 19º
- Tour de France

1987: 113º
- Vuelta a España

1984: 31º
1985: 10º
1986: ritirato (5ª tappa)
1987: 58º
1989: 91º
1990: 99º
1991: ritirato (2ª tappa)

### Classiche monumento
- Milano-Sanremo

1985: 111º

### Competizioni mondiali
- Campionati del mondo su strada

Barcellona 1984 - In linea: 21º
Giavera del Montello 1985 - In linea: 18º